# アーミン (紋章学)

フランス、ブルターニュの紋章でアーミンだけからなる。
それゆえ紋章記述も "Ermine"（アーミン）の1語だけである。

アーミン（英: Ermine、古仏: 仏: Hermine）は、紋章学においてオコジョ（シロテン）の毛皮を表すティンクチャーであり、「毛皮模様 (furs) 」と呼ばれる種類のティンクチャーに属する。なお、ティンクチャーとは紋章学における紋様の要素である原色・金属色・毛皮模様の総称である。
古典的な白黒の印刷物や硬貨の刻印をはじめとする彫刻では色を表すことができないため、ペトラ・サンクタの方法 (System of Petra Sancta) と呼ばれる手法が用いられるが、毛皮模様も各所の色の沿ってその他の原色や金属色のティンクチャーの表現方法に準じて表現される。

## 解説

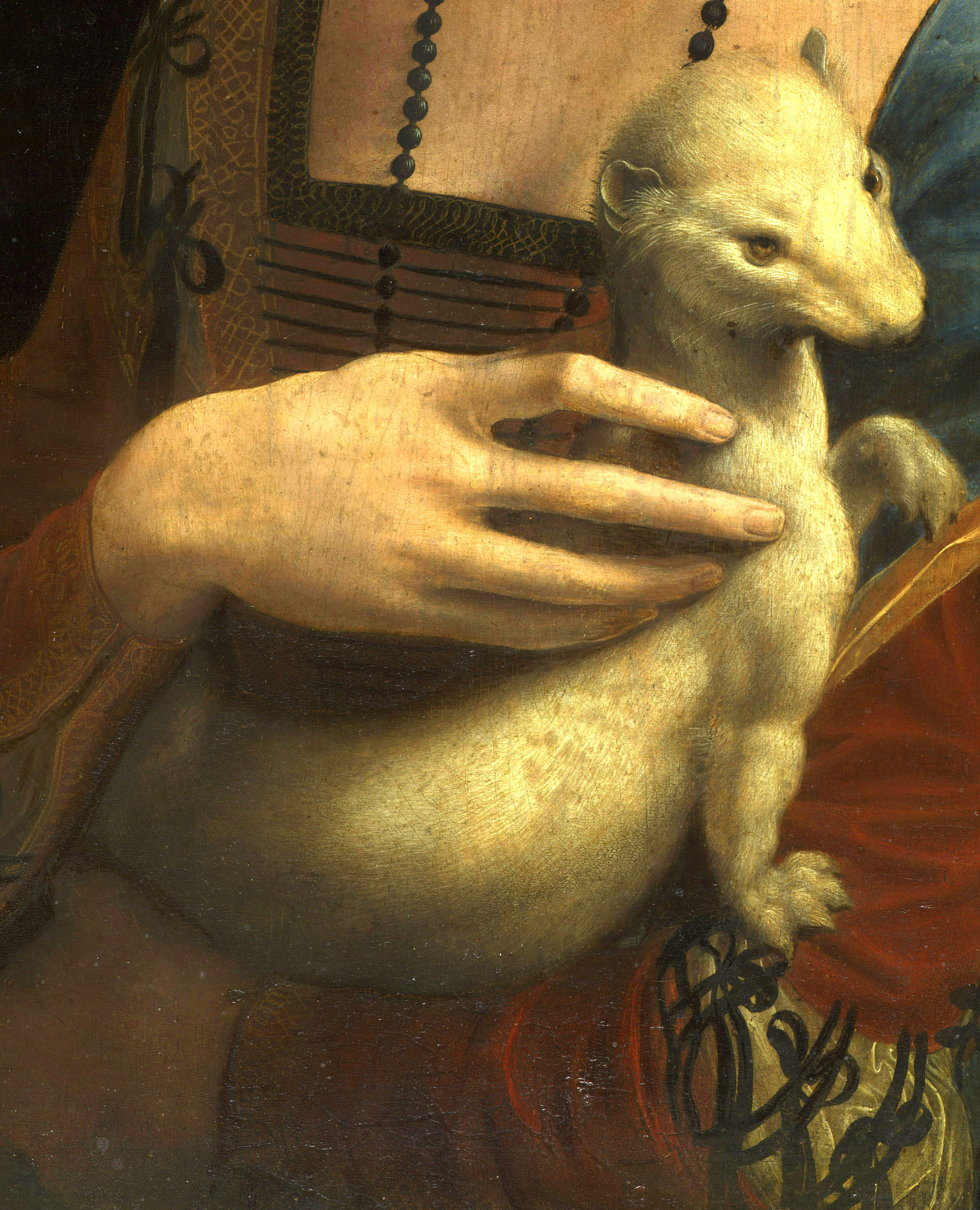
絵画の中のシロテン。レオナルド・ダ・ヴィンチ『白貂を抱く貴婦人』より

トランプの絵札。袖の辺りにアーミンのティンクチャーが描かれているのが判る。

アーミンは、ラテン語の「アルメニアの（ネズミ）」という意味の armenius に由来する。冬の間、オコジョは毛が白くなり、尾の先だけが黒い状態になる。中世の王侯貴族はこの白い時のオコジョの毛皮をいくつも並べて一枚に縫わせてそれをガウンの裏地などに好んで用い、それが権威の象徴でもあった。王族や貴族の肖像画やトランプのクィーンやキングの絵札で黒い点のある白い縁のある服を見かけるが、その部分がアーミンである。紋章学のアーミンは、このオコジョの毛皮をアージェント（白）の上にセーブル（黒）の点のパターンを形作ることで表現している。オコジョの尾の黒い部分は「アーミン・スポット」と呼ばれ、様々な方法で表現された。右図の具体例は、最も一般的な形のアーミン・スポットを示す。

### 変形
アージェントとセーブルの組み合わせの他に、少なくとも3つのアーミンの変形があり、これらは別の原色または金属色のアーミン・スポットが置かれた単なる特定の原色又は金属色のフィールドというよりは、やはり独立した1つのティンクチャーと見なされている。
アーミンズ又はカウンター・アーミンは、通常のアーミンの白黒を逆転させたもので、アージェントのアーミン・スポットを持つセーブルのフィールドである。また、アーミノワ (Erminois) は、地の色にアージェントの代わりにオーアを用い、セーブルのアーミン・スポットを持つオーアのフィールドである。最後に、ピーン (Pean) は、アーミノワのオーアとセーブルを逆転させたもので、オーアのアーミン・スポットを持つセーブルのフィールドである。
これ以外のティンクチャーの組み合せの場合は、紋章記述の中で、例えば「ギュールズ・アーミンド・アージェント (gules ermined argent) 」（赤地に白のアーミン・スポット）のように明確に記述される。

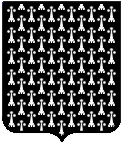
アーミンズ（カウンター・アーミン）
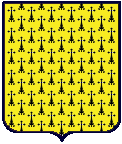
アーミノワ
ピーン
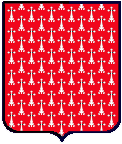
ギュールズ・アーミンド・アージェント